# Septeuil
Septeuil ist eine französische Gemeinde mit 2234 Einwohnern (Stand 1. Januar 2022) im Département Yvelines in der Region Île-de-France. Sie gehört zum Arrondissement Mantes-la-Jolie und zum Kanton Bonnières-sur-Seine. Die Einwohner werden Septeuillais genannt.

## Geographie
Septeuil befindet sich etwa 14 Kilometer südlich von Mantes-la-Jolie und umfasst eine Fläche von 940 Hektar. Nachbargemeinden sind:
- Boinvilliers im Norden,
- Rosay im Nordosten,
- Arnouville-lès-Mantes im Osten,
- Saint-Martin-des-Champs im Südosten,
- Prunay-le-Temple im Süden,
- Mulcent im Südwesten und
- Courgent im Westen.

## Bevölkerungsentwicklung
| Jahr      | 1962 | 1968 | 1975 | 1982 | 1990 | 1999 | 2006 | 2011 | 2019 |
| Einwohner | 1121 | 1135 | 1543 | 1813 | 1945 | 2046 | 2073 | 2225 | 2349 |

## Sehenswürdigkeiten
- Kirche Saint-Nicolas aus dem 13. Jahrhundert
- Château de Septeuil, Schloss aus dem 18. Jahrhundert
- Monument aux morts (Kriegerdenkmal)

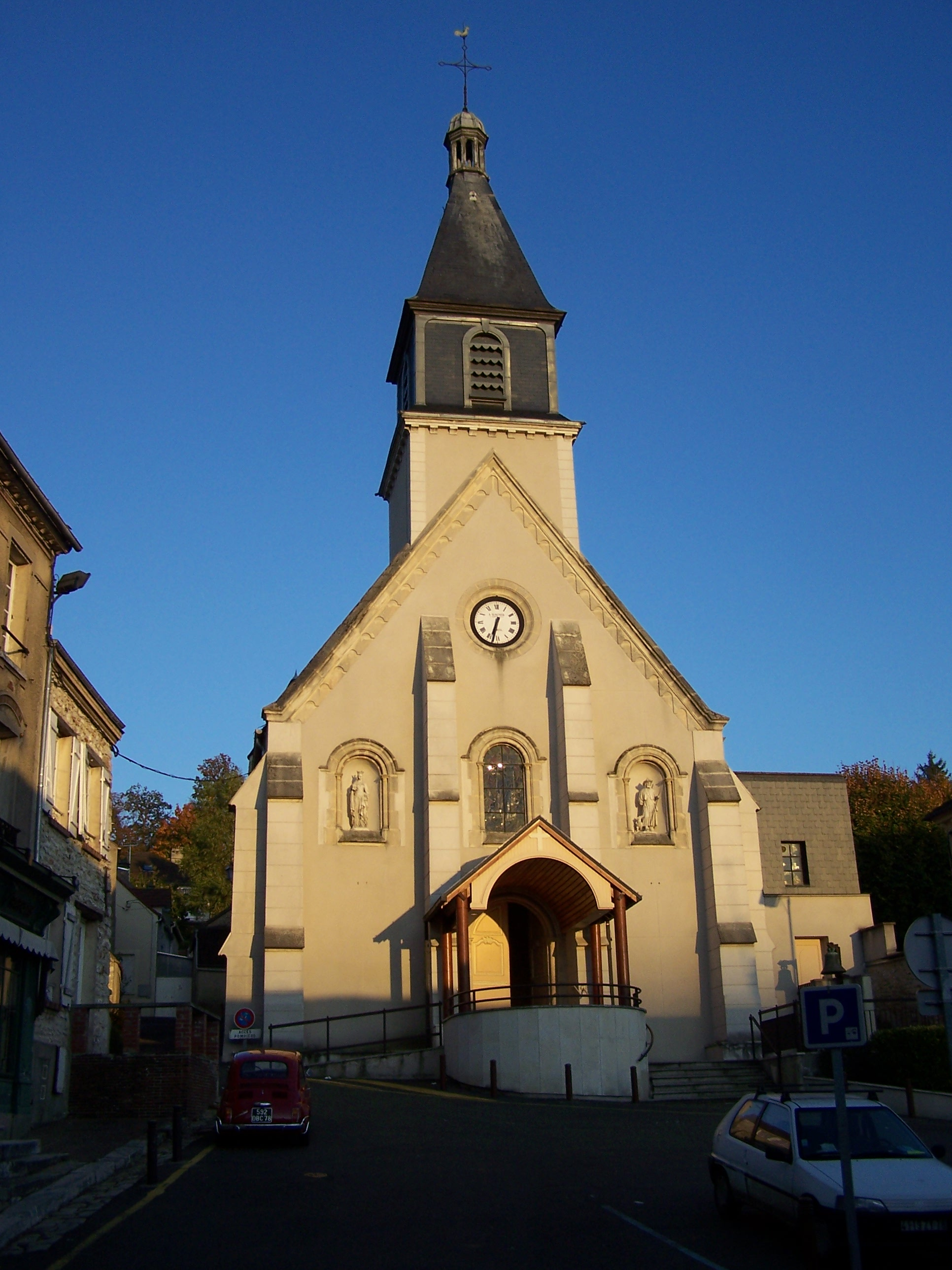
Kirche Saint-Nicolas
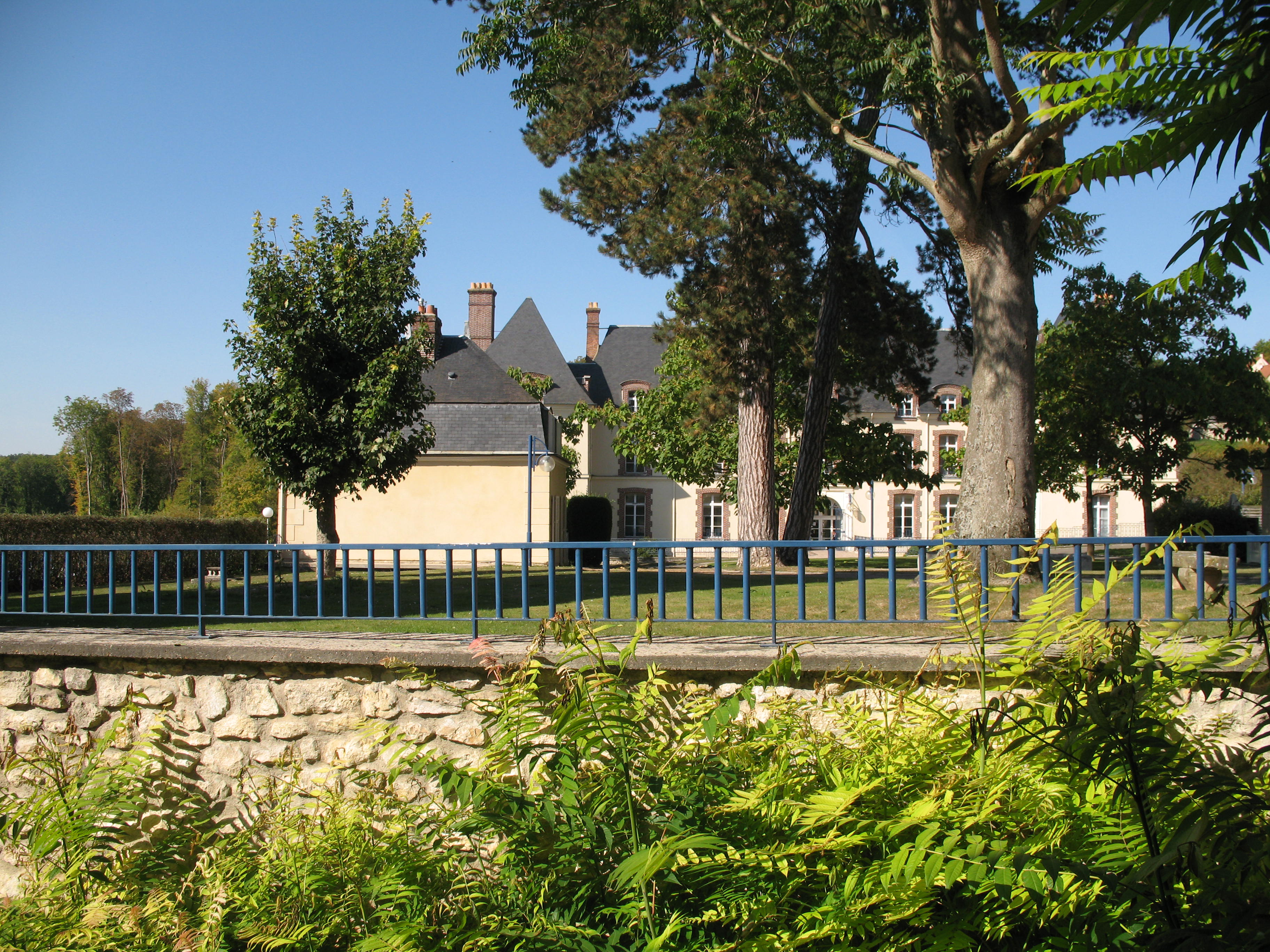
Château de Septeuil
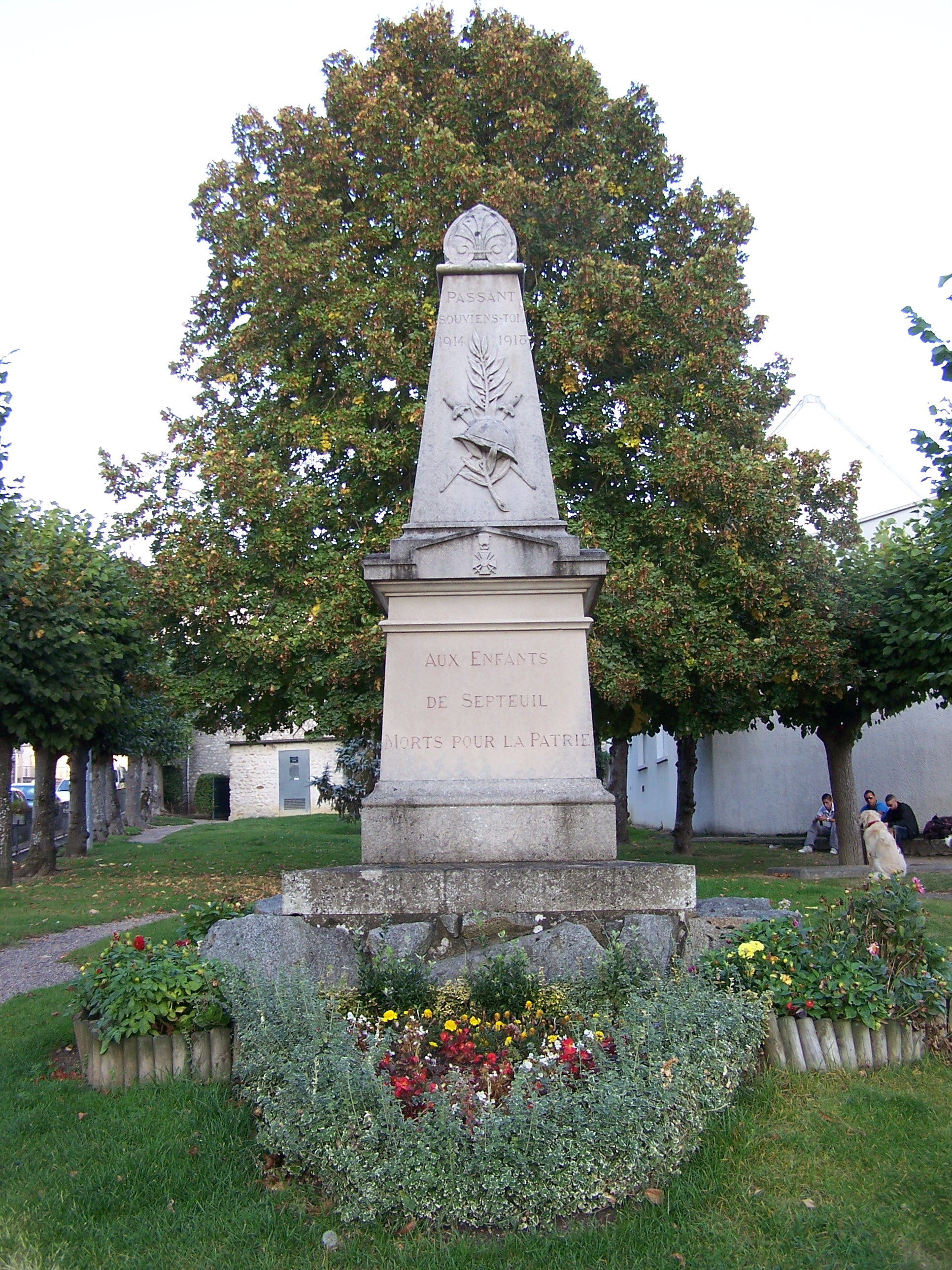
Kriegerdenkmal

## Persönlichkeiten
- Die Familie von Georges Duhamel stammt väterlicherseits aus Septeuil.
- Der französische Schriftsteller Henry de Graffigny verbrachte seine letzten Lebensjahre in der Gemeinde, starb dort und wurde dort auch beerdigt.